# Daltjärnen (Piteå socken, Norrbotten, 727157-172916)
Daltjärnen är en sjö i Piteå kommun i Norrbotten och ingår i Lillpiteälvens huvudavrinningsområde. Sjön har en area på 0,0949 kvadratkilometer och ligger 198 meter över havet. Sjön avvattnas av vattendraget Keupån (Krokabäcken).

## Delavrinningsområde
Daltjärnen ingår i det delavrinningsområde (727239-173009) som SMHI kallar för Utloppet av Daltjärnen. Medelhöjden är 217 meter över havet och ytan är 3,92 kvadratkilometer. Räknas de 2 avrinningsområdena uppströms in blir den ackumulerade arean 16,6 kvadratkilometer. Keupån (Krokabäcken) som avvattnar avrinningsområdet har biflödesordning 2, vilket innebär att vattnet flödar genom totalt 2 vattendrag innan det når havet efter 33 kilometer. Avrinningsområdet består mestadels av skog (76 procent) och sankmarker (12 procent). Avrinningsområdet har 0,12 kvadratkilometer vattenytor vilket ger det en sjöprocent på 3 procent.